# Aventure dans le Grand Nord
Pour les articles homonymes, voir Island in the Sky.
Pour plus de détails, voir Fiche technique et Distribution.

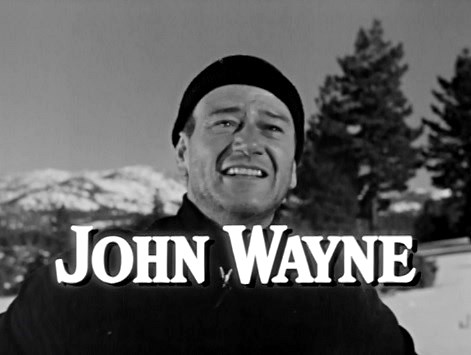

Aventure dans le Grand Nord (titre original : Island in the Sky) est un film américain réalisé par William A. Wellman, sorti en 1953.

## Synopsis
Vers la fin des années 1950, l'histoire d'un groupe de pilotes (pour la plupart, vétérans de la Seconde Guerre mondiale) travaillant pour une petite compagnie aérienne spécialisée dans le transport de fret, dans le Grand Nord canadien. 
À la suite d'un incident technique, le pilote Dooley est contraint de poser en catastrophe son appareil (un C-47) dans un secteur non répertorié sur les cartes. Lui et son équipage sont alors confrontés à divers problèmes : le froid, le manque de nourriture et d'équipements appropriés, la panne de leur émetteur-radio les obligeant à utiliser un émetteur de secours à portée très limitée et à alimentation manuelle, et une tempête de neige approchant. Par ailleurs, les recherches commencent à s'organiser : mais où chercher dans ces immensités, proches du Cercle Arctique ?

## Fiche technique
- Titre : Aventure dans le Grand Nord
- Titre original : Island in the Sky
- Réalisation : William A. Wellman
- Assistant-réalisateur : Andrew V. McLaglen
- Scénario (et conseiller technique) : Ernest K. Gann, d'après son roman éponyme
- Prises de vues aériennes : William H. Clothier
- Photographie : Archie Stout
- Montage : Ralph Dawson
- Musique : Emil Newman, Hugo Friedhofer (non crédité) et Arthur Lange (non crédité)
- Direction artistique : James Basevi
- Costumes : Carl Walker
- Producteurs : Robert Fellows et John Wayne, pour leur compagnie "Wayne-Fellows Productions" (renommée plus tard "Batjac Productions")
- Société de distribution : Warner Bros. Pictures
- Genre : Film d'aventure
- Format : Noir et blanc — 35 mm — 1,37:1 — Son : Mono
- Durée : 109 minutes (1 h 49)
- Dates de sortie :
  - États-Unis : 3 septembre 1953
  - France : 30 décembre 1953

## Distribution
- John Wayne (VF : Raymond Loyer) : Le capitaine Dooley, un pilote
- Lloyd Nolan (VF : Jean Martinelli) : Le capitaine Stutz, un pilote
- Walter Abel (VF : Claude Péran) : Le colonel Fuller
- James Arness (VF : Claude Bertrand) : Mac McMullen, un pilote
- Andy Devine (VF : Robert Dalban) : Willie Moon, un pilote
- Allyn Joslyn (VF : Maurice Dorléac) : J.H. Andy, un pilote
- James Lidon : Murray, le navigateur de Dooley
- Harry Carey Jr. : Ralph Hunt, le copilote de Moon
- Hal Baylor (VF : Jacques Thébault) : Stankowski, le mécanicien de Dooley
- Sean McClory (VF : Michel André) : Frank Lovatt, le copilote de Dooley
- Wally Cassell (VF : Pierre Leproux) : D'Annunzia, l'opérateur-radio de Dooley
- Gordon Jones (VF : Jean-François Laley) : Walrus
- Frank Fenton (VF : Jean-Henri Chambois) : Le capitaine Turner
- John Indrisano (VF : Jean Clarieux) : Le mécanicien
- Robert Keys (VF : René Bériard) : Le major Ditson
- Sumner Getchell (VF : Marcel Lestan) : Le lieutenant Cord
- Regis Toomey : Le sergent Harper
- Paul Fix : Wally Miller
- Jim Dugan : Gidley
- George Chandler (VF : Georges Hubert) : René
- Louis Heydt (VF : André Bervil) : Fitch, un pilote
- Bob Steele (VF : Paul Lalloz) : Wilson, l'opérateur-radio de Moon
- Darryl Hickman : Swanson, l'opérateur-radio de McMullen
- Touch Connors : Gainer
- Carl Switzer : Sonny Hopper, le copilote de Stutz
- Cass Gidley (VF : Robert Bazil) : Stannish, un pilote
- Guy Anderson (VF : Michel François) : Breezy, le copilote de Stannish
- Tony De Mario : Ogden
- William A. Wellman (VF : Roland Ménard) : Le narrateur

Et, parmi les acteurs non crédités :
- Dawn Bender : L'épouse de Murray
- Ann Doran (VF : Marie Francey) : L'épouse de Moon
- Gene Coogan : Le navigateur de Stutz
- Tom Irish : Dusty, le copilote de McMullen
- Fess Parker : Le copilote de Fitch

## DVD
Le film a fait l'objet d'une sortie sur le support DVD en France :
- Aventure dans le Grand Nord, édition spéciale (DVD-9 Keep Case) édité par Paramount Pictures et distribué par Un Universal Pictures Vidéo le 5 juin 2007. Le ratio écran est en 1.33:1 4/3. L'audio est en Anglais, Français, Allemand, Italien et Espagnol Mono Dolby Digital avec présence de sous-titres anglais pour les malentendants, allemands, anglais, danois, espagnols, finnois, français, hollandais, italiens, norvégiens et suédois. En suppléments la présentation du film par Leonard Maltin; le commentaire audio de Leonard Maltin, William Wellman Jr., Darryl Hickman, James Lydon et Vincent Longo ; la featurette Dooley s'écrase ; Le making of ; Portrait de Ernest K. Gann ; documentaire l'art de la cinématographie aérienne ; documentaire sur Harry Carey Jr. ; Documentaire Voler pour l'Oncle Sam ; Bande annonce cinéma ; image d'archive de l'avant-première ; présentation TV de Gunsmoke ; Montage Batjac ; Galerie de photos. Il s'agit d'une édition Zone 2 Pal[1].